# Ischnocolus mogadorensis
Ischnocolus mogadorensis är en spindelart som beskrevs av Simon 1909. Ischnocolus mogadorensis ingår i släktet Ischnocolus och familjen fågelspindlar.
Artens utbredningsområde är Marocko. Inga underarter finns listade i Catalogue of Life.